# Tatu Pekkarinen
Taavetti "Tatu" Pekkarinen, född 6 december 1892 i Kuopio, död 4 juli 1951 i Helsingfors, var en finländsk sångare, sångtextförfattare samt författare av romaner och teaterpjäser. Pekkarinen nådde berömmelse som kuplettmakare och upphovsman till inhemsk schlager. Därtill skrev han flera populära dramer som fortfarande förekommer i det finländska teaterlivet.

## Biografi
Pekkarinen var son till Mikko Pekkarinen och Maria Ahonen. Han var gift med Aino Pekkarinen, född Vainio. Pekkarinens mor ville att sonen skulle bli präst, men han själv trivdes inte vid Kuopios lyceum och avslutade studierna redan efter fjärde klass. Om detta berättade Pekkarinen i kupletten Maailman Matti. Som ung arbetade han som biblioteksbiträde och målargesäll. Under finska inbördeskriget anslöt han sig till Kuopios röda garde och satt efter kriget internerad, men frigavs från lägret då han låtsades blivit sinnesrubbad.
Han började uppträda som kuplettsångare på sent 1910-tal och författade humoristiska visor; bland annat spelade han och Oskar Nyström 1919 på Hjalmar V. Pohjanheimos Lyra-biografer i Helsingfors. Med sin gode vän Eino Leino framträdde Pekkarinen på klubben Pro Humnitate, och han var vid sidan av Rafael Ramstedt, Iivari Kainulainen och Matti Jurva en av de återkommande underhållarna på kaféet Kulma på nuvarande Tavastvägen. Pekkarinen anses varit den som introducerade savolaxhumorn på den nationella scenen. Som sångmakare och inspelande artist var han mer produktiv än den samtida stjärnan J. Alfred Tanner. Emellertid ägnade han inom kort mer åt skrivandet och publicerade efter 1931 flera välbekanta dramer, däribland Kalle Aaltosen morsian och Hotelli Humina. Mellan 1918 och 1930 publicerade han som så många andra kuplettkonstnärer flera häften med egna sånger.
Från 1920-talet skrev och komponerade Pekkarinen och Matti Jurva ett stort antal sånger under den gemensamma pseudonymen Erkki Salama. Jurva sjöng in titlarna på skiva, men det är okänt hur många verk som egentligen är av duons hand. En av Jurvas och Pekkarinens mest populära sånger från andra världskriget var balladen Kaunis Veera. Skivan nådde stora framgångar och till följd därav författade Pekkarinen 1949 en pjäs baserad på visans handling. Året därpå filmatiserades pjäsen under namnet Kaunis Veera eli Ballaadi Saimaalta. En annan av Pekkarinens sånger som senare utvecklades till filmmanus var Väliaikainen, som Matti Jurva sjöng i filmen Toffelhjältar. Inspelad av Georg Malmstén blev den en av det sena 1930-talets mest populära singlar och låg till grund för filmen Lyckan rullar från 1942.
När kupletternas storhetstid började bli passé på 1930-talet, anpassade sig Pekkarinen efter de moderna musikstilarna, varav resultatet blev så kallade danskupletter. Matti Jurva avled 1943 och Pekkarinen inledde samarbete med Toivo Kärki och Harry Bergström, och författade komedipjäser för teatern Punainen Mylly. Bland Pekkarinens romaner märks Purnunpohjan kultajuhlat (1944) och Maailman kasvot (1945), och han skrev storyn till flera filmer, inklusive Toffelhjältar och Flottarkärlek. Hans dramer har fram till nutid regelbundet satts upp i Finland och hans komiska alter ego "Jutikaisen Jussi", vilken figurerar i många av hans kupletter på savolaxmål, har inspirerat flera finländska komiker efter honom.
Andra av Pekkarinens populära schlagrar var Nikkelimarkka, Soita Humu-Pekka, On lautalla pienoinen kahvila, Pieni sydän och Tää on vain maailmaa. Under förbudstiden i Finland diktade han kritiskt mot alkohollagen; till exempel skildrade han i Laulu marjaviinistä den vanligt förekommande hembränningen och berättade i Kesäleski sarkastiskt om spritsmugglingen från Estland. Vid sidan om Jurva var Theodor Weissman en flitig samtida tolkare av Pekkarinen och spelade in åtskilliga av hans titlar på grammofon, ej minst vad beträffar de alkoholrelaterade numren. På den finskspråkiga skivmarknaden i USA utkom låtar av Pekkarinen med solister som Leo Kauppi. På 1960-talet framträdde Esa Pakarinen med modernare tolkningar av Pekkarinens musik.
Skivdebuten ägde rum när han och Matti Jurva 1927–1928 uppehöll sig i USA. I augusti 1928 inbjöds Pekkarinen, Rafael Ramstedt och Aapo Similä till His Master's Voice inspelningsstudio i Köpenhamn. Innan avresan från Helsingfors sjöng samtliga av dem i finsk radio och längs vägen gjordes den 29 augusti ett uppehåll i Stockholm, där Ramstedt och Similä sjöng översatta sånger i lokalradion. Ytterligare en inspelningssession följde i oktober 1929, då Pekkarinen, Similä, Yrjö Saarnio och Heikki Tuominen reste till Berlin och sjöng för bolaget Odeon.
Makarna Pekkarinen är gravsatta på Sandudds begravningsplats i Helsingfors.

## Filmografi

### Manus
- Suomi-Filmis soldatsketch 1: I skämtets tecken, 1940
- Suomi-Filmis soldatsketch 2: Sjungande skyddsvakter, 1940
- Suomi-Filmis soldatsketch 3: Två kumpaner Kille och Kalle, 1940
- Suomi-Filmis soldatsketch 4: Otto-Ville och Teuvas Tiltu, 1940
- Lystringar, 1939
- Lystringar II, 1939
- Toffelhjältar, 1939
- Direktörens "sned-språng", 1940
- Pelle Petteri, 1940
- Kalle Aaltosen morsian, 1948
- Keittiökavaljeerit, 1948

### Story
- Maskotti, 1943 (baserad på Pekkarinens roman Hotelli Huminan kantavieraat)

- Antreas ja syntinen Jolanda, 1941 (baserad på Pekkarinens roman Maailman kasvot)
- Flottarkärlek, 1952

### Musik
- Lyckan rullar, 1942

- Kaunis Veera eli Ballaadi Saimaalta, 1950

- Helunan häämatka, 1955